# Годли, Джон Роберт
Джон Роберт Годли (англ. John Robert Godley; 29 мая 1814, Дублин, Ирландия — 17 ноября 1861, Лондон, Великобритания) — ирландский политик, юрист, писатель, администратор, колонизатор, государственный служащий. Годли считается основателем первых европейских поселений в Кентербери (Новая Зеландия), несмотря на то, что он прожил там всего два с половиной года.

## Биография

### Детство и юность
Джон Роберт Годли родился 29 мая 1814 года в Дублине и был старшим ребёнком в семье англо-ирландского помещика (лэндлорда) Джона Годли (англ. John Godley) и его жены, Кэтрин Дэли (англ. Katherine Daly). Кэтрин Дэли приходилась сестрой епископу Кашела, Роберту Дэли. Семье принадлежали усадьбы в графстве Литрим и графстве Мит в Ирландии.
Джон Роберт Годли окончил подготовительную школу Уорда в Айвере, а затем школу Хэрроу и в 1831 году был номинирован на стипендию Sayers. Однако от этой награды он отказался, так как хотел поступить в Оксфорд. В 1832 году Годли получил стипендию губернатора и поступил в колледж Крайст-Чёрч на курс юриспруденции, где впоследствии был награждён стипендией Fell. В колледже Годли дополнительно поступил на курс антиковедения, и успешно окончил его в 1835 году. Годли не отличался крепким здоровьем, что мешало ему активно строить карьеру в юриспруденции, однако он с большой пользой для себя провёл годы в Оксфорде. В то время в колледже ощущалось сильное влияние политики молодого Уильяма Гладстона, а в Оксфорде начиналась религиозная реформа. В 1836 году Джон Годли окончил обучение в колледже.

### Юридическая деятельность в Ирландии
После окончания колледжа, он продолжил обучение юриспруденции, и в 1839 году получил статус барристера в Ирландии. Годли увлекался чтением трудов по истории, политической теории и экономике. Это сформировало его взгляды на власть и общество. Адвокатская практика его интересовала в меньшей степени, чем принципы юриспруденции, с которыми он был хорошо знаком. Получив юридическое образование, он глубоко изучил ту часть юриспруденции, которая относилась к политологии. Его интересовала политика, в самом широком смысле этого слова, а не применительно к догмам партии в одной стране и одной возрастной группе, но как искусство управления людьми в различных ситуациях и различных социальных условиях. Это было его своеобразным исследованием. Не только в теории, но и на практике он лично наблюдал за действиями и влиянием правительства в различных странах. Он путешествовал не только по тем европейским государствам, которые наиболее часто посещали английские джентльмены, но и по Норвегии и Швеции. После визита в Канаду и Соединённые Штаты Америки в 1842 году, он опубликовал книгу «Письма из Америки» (англ. Letters from America, 1844), быстро привлекшей внимание политиков по обе стороны Атлантики. Эти путешествия повлияли на формирование у Джона Годли идей о создании и управлении колониями.
В 1843 году он был назначен старшим шерифом графства Литрим, а в 1844 году — заместителем председателя совета графства по делам территориальной армии (англ. Deputy Lieutenant) и мировым судьёй. В 1845 году Годли свидетельствовал по делам ирландской эмиграции в Канаду перед председателем Королевской комиссии по ирландскому вопросу, Уильямом Кортни, графом Девон.
В 1847 году Джон Годли содействовал ирландской эмиграции в Онтарио, при поддержке графа Девона и архиепископа Дублина, Ричарда Уотли; контролировал, чтобы капелланами ирландских полков британской армии становились священники римско-католической церкви. В этом же году Годли стал автором поправок к Ирландскому закону о нищете и безуспешно баллотировался на выборах в парламент Великобритании от либерально-консервативной партии как представитель графства Литрим. В ноябре 1847 года Джон Годли встретился в Малверне с авантюристом, Эдвардом Уэйкфилдом, владельцем Новозеландской компании. Годли имел большой опыт путешествий и обладал некоторыми идеями о колонизации. Уэйкфилд уговорил Годли возглавить новую англиканскую колонию в Новой Зеландии, опираясь на его политические связи, что позволило бы обеспечить финансирование колонии. Так образовалась Кентерберийская ассоциация, первое заседание которой состоялось 27 марта 1848 года. Ассоциация отражала церковное и политическое влияние Годли и была выдающимся колонизаторским обществом. Это было важно для Годли, который, как и Уэйкфилд, чётко разделял понятия колонизации и простой эмиграции. С самого начала в Кентербери должна была оказываться помощь мигрантам, соблюдаться баланс полов, должны были быть построены церкви и школы. Задачей Ассоциации было создание за рубежом общества, отражающего развивающуюся индустриализацию Англии и происходящую техническую революцию.

### Переезд в Новую Зеландию
8 ноября 1849 года Годли подал в отставку. После этого с семьёй жил у своего друга, Уильяма Пола-Кэрью в имении Энтони-хауз. 13 декабря 1849 года Годли с семьёй отправился из Плимута в Новую Зеландию на судне «Lady Nugent». В апреле 1850 года он прибыл в Порт-Купер (ныне Литтелтон). После прибытия он встретился с капитаном Джозефом Томасом и показал ему планы строительства трёх отдельных поселений, а также план застройки имеющегося поселения в Литтелтоне. Годли выкупил 200 акров земли в районе Рангиоры, и 50 акров леса Хэрвуд (англ. Harewood Forest)>. Вслед за этим, в декабре 1850 года, в Литтелтон прибыли первые четыре корабля с европейскими переселенцами. Это были суда Randolph, Cressy, Sir George Seymour и Charlotte Jane.
В течение следующих двух лет Годли был главой поселения, названного Крайстчерч. Он провёл переговоры с Кентерберийской ассоциацией по вопросу изменения условий аренды сельхозугодий для того, чтобы колония была в состоянии начать хорошо развиваться с сильным сельским хозяйством. Годли полагал, что целью Кентерберийской ассоциации было основание поселений в Кентербери, но не управление ими. Он считал, что колония должна быть самоуправляемой.

### Возвращение в Англию и смерть
В декабре 1852 года Джон Годли вернулся в Англию, где работал колумнистом и эссеистом в различных изданиях. Основные его работы были посвящены колониальной реформе, которая была близка его сердцу. С 1853 по 1854 годы Годли работал сборщиком подоходного налога в Ирландии. В период с 1855 по 1861 годы служил помощником секретаря военного ведомства как представитель Королевского географического общества от Кентерберийской ассоциации, где продолжал отстаивать право колоний на самоуправление.
Джон Роберт Годли умер 17 ноября 1861 года в Лондоне от туберкулёза.

### Личная жизнь
29 сентября 1846 года Джон Годли женился на Шарлотте Гриффис Уайн — сестре Чарльза Гриффис Уайна, в 1869 году ставшего старшим шерифом Веласа (валл. Voelas) в графстве Денбишир, Уэльс. У Джона и Шарлотты Годли было 5 детей: сын и 4 дочери.
Единственный сын Джона Годли, сэр Артур Годли, позже получил титул барона, и стал именоваться «Барон Килбракен». Племянник Джона Годли, Александр Годли стал генералом и командовал новозеландскими экспедиционными силами в ходе Первой мировой войны.

## Дом Годли
Дом, построенный для Годли в Литтелтоне, позже был снесён, и на его месте было построено здание для общества Планкет. Здание общества было построено в 1943 году и было повреждено при землетрясении в феврале 2011 года. После окончательного сноса этого здания в июне 2012 года, были обнаружены остатки фундамента дома Годли. Археологи полагают, что Годли был владельцем двухэтажного дома, в котором было как минимум 6 комнат, что было существенно для столь раннего колониального здания.

## Памятник Годли
В 1867 году на кафедральной площади в Крайстчерче на средства горожан был воздвигнут бронзовый памятник Годли, за авторством Томаса Вулнера. В 1918 году памятник был перемещён на другое место на той же площади для того, чтобы освободить место для туалетов и трамвайной остановки, а в 1933 году был возвращён на место.
В результате землетрясения в феврале 2011 года этот памятник упал со своего пьедестала. В результате этого происшествия под статуей были обнаружены две «капсулы времени» — закупоренная стеклянная бутылка с пергаментом внутри и закупоренный медный контейнер с неизвестным содержимым. Находки были переданы на хранение в музей Кентербери в Крайстчерче.
Позже, в апреле 2011 года, мэр Крайстчерча, Боб Паркер, вскрыл эти капсулы. На пергаменте из бутылки описывались детали перемещения статуи Годли в 1918 году. Медный контейнер оказался заложен в основание статуи в 1933 году, когда её возвращали на место. В нём оказались газеты тех дней, в том числе выпуск The Press от 29 апреля 1933 года.